# 12월 20일
12월 20일은 그레고리력으로 354번째(윤년일 경우 355번째) 날에 해당한다.

## 사건
- 1940년 - 상해임시정부가 안익태의 곡을 애국가 악보로 허가 의결
- 1950년 - 러셀 블레이즈델 미군 군목(軍牧)은 6.25전쟁 중 고아를 서울에서 제주공항까지 이송하는 '유모차 공수작전'(The Kiddy Car Airlift)을 성공시킨다.
- 1955년 - 카디프가 웨일스의 수도로 포고되다.
- 1960년 - 베트남 민족해방전선(베트콩)이 결성됨.
- 1977년 - 지부티와 베트남이 유엔에 가입하다.
- 1989년 - 미국이 파나마 군부독재자 마누엘 노리에가를 체포하기 위해 파나마를 침공함.
- 1995년 - 아메리칸 항공 965편 추락 사고 발생.
- 1999년 - 포르투갈, 중국에 마카오 반환.
- 2011년
  - 대구 중학생 자살 사건이 발생하다.
  - 대한민국 최초의 메이저리거 박찬호 선수가 국내 프로야구 한화 이글스 구단에 입단하였다.
- 2014년 - 일본 후쿠시마현 앞바다에서 규모 5.8의 지진이 발생하였으나 쓰나미 위험은 없었다.
- 2008년 - 미국에서 콘티넨털 항공 1404편 활주로 이탈 사고가 발생
- 2016년 - 대한민국, 박근혜 정부의 최순실 등 민간인에 의한 국정농단 의혹사건 진상규명을 위한 5차 청문회가 열림.
- 2016년 - 하노이 국제공항에서 대한항공 480편 기내 난동 사건이 일어남.
- 2017년 - 이날이 원래 대한민국 제19대 대통령 선거가 예정되어 공휴일로 표기되었지만, 같은 해 5월 9일에 조기 대선이 실시된 관계로 이날은 평일이 되었다.

## 문화
- 1996년 - 명탐정 코난 대한민국 연재
- 1997년 - TBN 한국교통방송 개국.
- 2010년 - 경춘선 무궁화호 운행 종료.
- 2012년 - 기획재정부, 과천 시대 마감하고 세종특별자치시 시대 개막.
- 2016년 - 중부고속도로 삼성 나들목 구간이 개통되었다.
- 2021년 - 부산광역시 중앙대로 서면 광무교 ~ 충무동 자갈치교차로 구간 BRT 개통되었다.

## 탄생
- 1280년 - 제197대의 교황 교황 베네딕토 12세. (~1342년)
- 1898년 - 미국의 배우, 가수 아이린 던. (~1990년)
- 1901년 - 대한민국의 문학평론가 박영희. (~1950년)
- 1924년 - 대한민국의 군인 김성은. (~2007년)
- 1925년 - 이탈리아의 축구 선수 베니토 로렌치. (~2007년)
- 1927년 - 대한민국의 제14대 대통령 김영삼. (~2015년)
- 1930년 - 대한민국의 공무원, 정치인 안찬희. (~2019년)
- 1936년 - 대한민국의 소설가 서정인. (~2025년)
- 1937년 - 대한민국의 신문기자 김창모. (~?)
- 1940년 - 대한민국의 배우 양영준.
- 1948년 - 탄자니아 태생의 영국 소설가 압둘라자크 구르나.
- 1949년
  - 일본의 야구 선수 가토 하지메. (~2016년)
  - 말리의 정치인 수마일라 시세. (~2020년)
- 1951년
  - 대한민국의 전 축구 선수, 축구 지도자 고재욱.
  - 대한민국의 사회학자 장하진.
  - 대한민국의 가수 오승근 .
- 1952년
  - 대한민국의 만화가 박재동.
  - 대한민국의 기자, 정치인 이낙연.
- 1956년 - 미국의 음악가 애니타 워드.
- 1957년 - 대한민국의 정치인 안성일.
- 1958년 - 대한민국의 정치평론가 황태순.
- 1959년 - 대한민국의 정치인 김경호.
- 1960년
  - 대한민국의 영화감독 김기덕. (~2020년)
  - 대한민국의 교육인, 정치인 송재호.
- 1962년 - 대한민국의 의학자 강대희.
- 1964년 - 미국의 격투기 선수 마크 콜먼.
- 1966년
  - 대한민국의 전 농구 선수 강동희.
  - 대한민국의 영화 감독 변영주.
  - 스웨덴의 권투 선수 조지 스콧.
  - 일본의 성우 토우마 유미.
- 1967년 - 대한민국의 전 야구 선수, 현 야구 코치 양용모.
- 1968년 - 대한민국의 희극인, 기업인 권영찬.
- 1969년
  - 대한민국의 배우 안정훈.
  - 루마니아의 정치인 니쿠쇼르 단.
  - 스위스의 소설가 알랭 드 보통.
  - 일본의 성우 요코야마 치사.
- 1970년
  - 미국의 영화감독 토드 필립스.
  - 대한민국의 정치인 민병덕.
- 1972년 - 일본의 애니메이션 작가 우로부치 겐.
- 1973년
  - 대한민국의 배우 윤성원.
  - 대한민국의 배우 최영.
- 1974년 - 대한민국의 영화감독 신정원. (~2021년)
- 1976년
  - 대한민국의 배우 장혁.
  - 대한민국의 가수 겸 기타리스트 이윤정.
- 1977년 - 대한민국의 희극인 김현희.
- 1978년
  - 대한민국의 가수 윤계상 (God).
  - 미국의 배우 어맨다 스위스텐.
- 1979년
  - 대한민국의 영화 감독 윤종빈.
  - 대한민국의 성우 최지훈.
  - 대한민국의 가수, 목사 구자억.
- 1980년
  - 영국의 축구 선수 애슐리 콜.
  - 대한민국의 성우 최지훈.
  - 아르헨티나의 전 축구 선수 마르틴 데미첼리스.
- 1981년 - 일본의 황족 미카사노미야 아키코 여왕.
- 1982년
  - 대한민국의 전 야구 선수 조중근.
  - 대한민국의 앵커, 기자 김종석.
- 1983년
  - 대한민국의 희극인 김신영.
  - 대한민국의 가수 나인.
  - 미국의 배우 조나 힐.
  - 일본의 성우 테라시마 타쿠마.
  - 태국의 가수, 배우, 트랜스여성 벨 눈티타.
  - 네덜란드의 모델 라라 스톤.
- 1984년
  - 그리스의 축구 선수 니콜라오스 카라벨라스.
  - 오스트레일리아의 배우 보비 몰리.
- 1985년 - 러시아의 배우 옐리자베타 보야르스카야.
- 1987년
  - 대한민국의 배우 이달.
  - 인도네시아의 역도 선수 트리야트노.
  - 일본의 성우 사와시로 치하루.
- 1988년
  - 대한민국의 가수 태윤.
  - 대한민국의 배우 고건한.
  - 이탈리아의 축구 선수 루카 마르티넬리.
  - 도미니카공화국의 야구 선수 브라울리오 라라. (~2019년)
- 1989년
  - 대한민국의 배우 강봉성.
  - 대한민국의 펜싱 선수 하태규.
  - 대한민국의 가수 정이재.
- 1990년
  - 일본의 성우 타카하시 미나미.
  - 미국의 싱어송라이터, 배우 조조.
  - 일본의 바둑 기사 데라야마 레이.
- 1991년
  - 대한민국의 가수 김빛찬.
  - 이탈리아의 축구 선수 조르지뉴.
- 1992년
  - 대한민국의 배우 이세영.
  - 대한민국의 전직 스타그래프트 프로게이머 박대호.
- 1993년
  - 대한민국의 가수 혁진 (백퍼센트).
  - 대한민국의 가수 전건호.
  - 일본의 가수 키노시타 유키코.
  - 이탈리아의 축구 선수 안드레아 벨로티.
- 1994년
  - 대한민국의 레이싱 모델 강하나.
  - 대한민국의 기업인 김나윤.
- 1995년
  - 대한민국의 전 래퍼 T.K..
  - 대한민국의 야구 선수 이승헌.
- 1996년 - 일본의 모델 카타세 미즈키. (~2023년)
- 1997년
  - 대한민국의 가수 제인 (모모랜드).
  - 브라질의 유도 선수 다니에우 카르그닝.
  - 일본의 축구 선수 스즈키 게이타.
- 1998년
  - 필리핀의 가수 크리샤 츄.
  - 프랑스의 축구 선수 킬리안 음바페.
- 1999년 - 대한민국의 쇼트트랙 선수 김예진.
- 2000년 - 중화인민공화국의 바둑 기사 랴오위안허.
- 2003년 - 대한민국의 태권도 선수 서건우.
- 2010년 - 대한민국의 배우 서예나.
- 2005년 - 일본의 가수 카에데.
- 2009년 - 대한민국의 래퍼 HXU
- 2012년 - 대한민국의 뮤지컬 배우 정아인.

### 미상
- 대한민국의 가수 송경화.
- 대한민국의 가수 차다빈.

## 사망
- 1765년 - 루이 15세의 아들 프랑스의 루이. (1729년~)
- 1943년 - 일제강점기의 부호 민영은. (1870년~)
- 1954년 - 영국의 소설가 제임스 힐턴. (1900년~)
- 1968년 - 미국의 소설가 존 스타인벡. (1902년~)
- 1974년 - 박정희 대통령의 영부인 육영수 여사를 암살한 재일교포 문세광. (1951년~)
- 1982년 - 폴란드 태생 미국의 피아니스트 아르투르 루빈스타인. (1887년~)
- 1984년 - 소비에트 연방의 정치가 드미트리 우스티노프. (1908년~)
- 1996년 - 미국의 천문학자, 작가 칼 세이건. (1934년~)
- 2005년 - 미국의 수학자 라울 보트. (1923년~)
- 2009년 - 미국의 배우 브리트니 머피. (1977년~)
- 2017년 - 대한민국의 가수, 배우 나애심. (1930년~)
- 2019년
  - 대한민국의 영화배우 전계현. (1936년~)
  - 독일의 수영선수 롤란트 마테스. (1950년~)
- 2021년 - 대한민국의 바둑 기사 김재구. (1938년~)
- 2023년 - 캐나다의 사상사학자 제임스 K. 맥코니카. (1930년~)
- 2024년
  - 대한민국의 정치인 박종우. (1938년~)
  - 미국의 야구선수 리키 헨더슨. (1958년~)

## 기념일
- 국제 인간 연대의 날

## 같이 보기
- 전날: 12월 19일 다음날: 12월 21일 - 전달: 11월 20일 다음달: 1월 20일
- 음력: 12월 20일
- 모두 보기